# آژانس ملی توسعه فضایی ژاپن

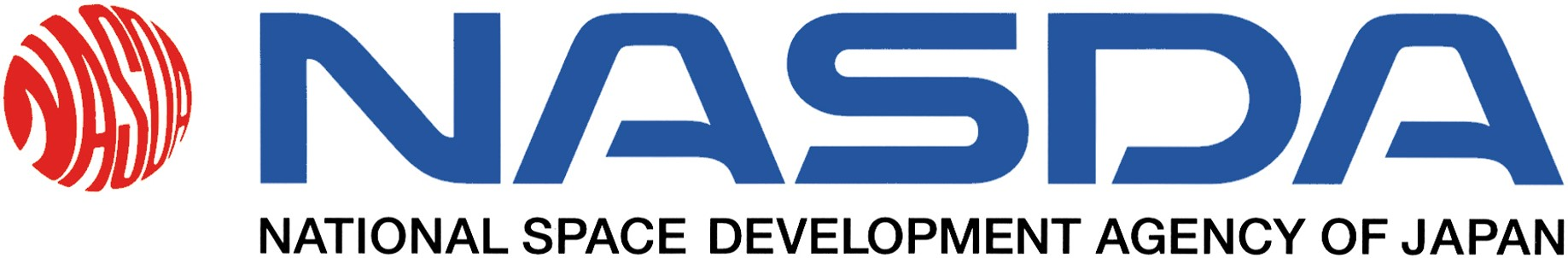
نشان NASDA

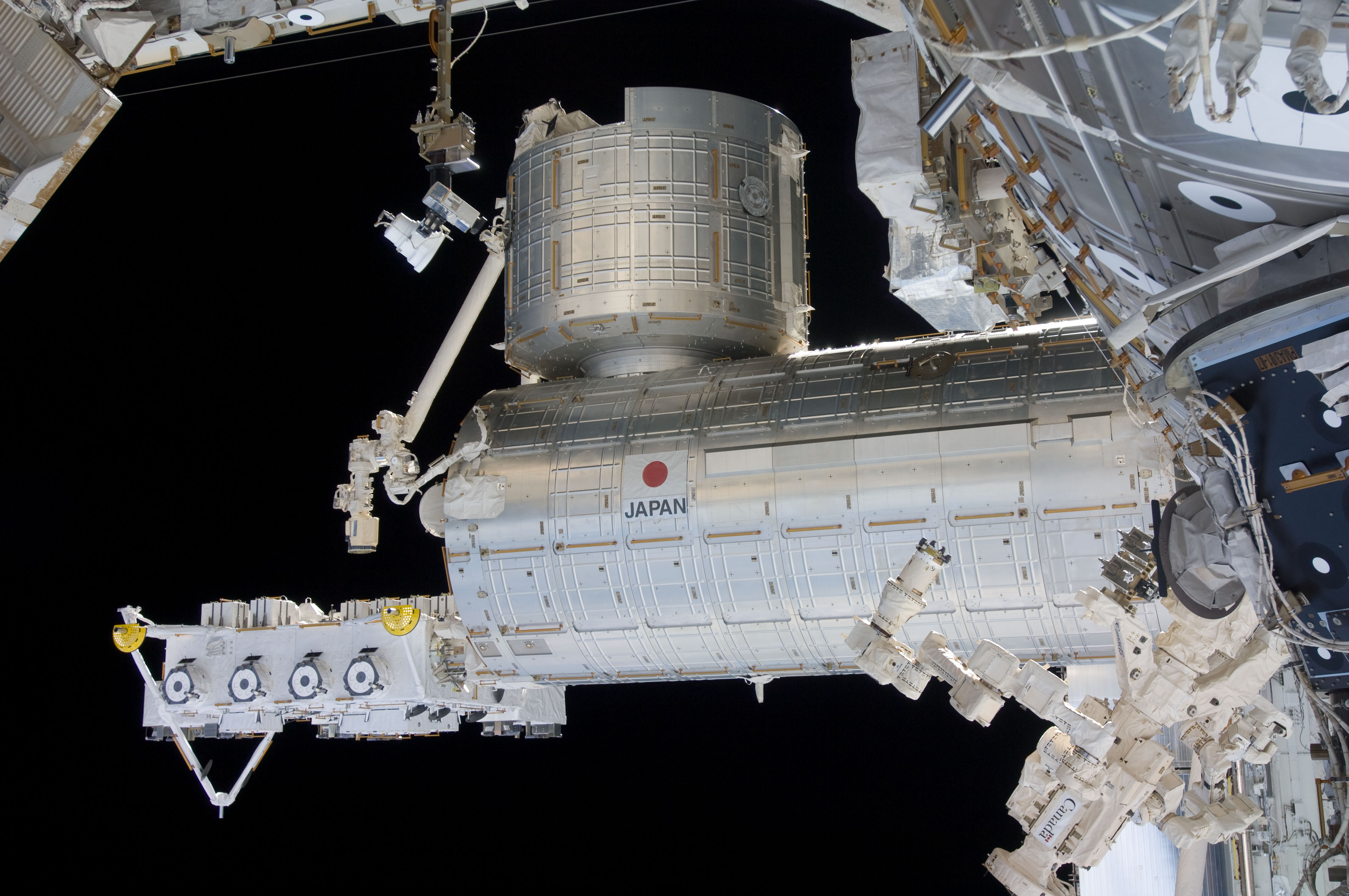
آزمایشگاه فضایی کیبو، a.k.a. きぼう (Kibō), در ایستگاه فضایی بین‌المللی.

آژانس ملی توسعه فضایی ژاپن (به ژاپنی: 宇宙開発事業団Uchu Kaihatsu Jigyōdan؟) و (انگلیسی: National Space Development Agency of Japan): NASDA، یک آژانس فضایی ملی ژاپن بود که در اول اکتبر ۱۹۶۹ بر اساس قانون آژانس توسعه ملی فضایی فقط برای اهداف صلح آمیز تأسیس شد. براساس برنامه توسعه فضایی که توسط وزیر آموزش، فرهنگ، ورزش، علوم و فناوری (MEXT) به تصویب رسیده‌است، NASDA مسئول توسعه ماهواره‌ها و وسایل نقلیه و همچنین پرتاب و ردیابی آنها بود.
اولین وسایل پرتاب NASDA پرتابگرهای (ان-۱ , ان-۲ و اچ-۱) بودند که تا حدی مبتنی بر فناوری مجاز ایالات متحده، به ویژه خانوادهٔ موشک‌های سری دلتا بودند. اچ-۲ نخستین موشک سوخت مایع بود که به‌طور کامل در ژاپن تولید شد.
هیدئو شیما، مهندس ارشد پروژهٔ اصلی «قطار گلوله‌ای» شینکانسن، از سال ۱۹۶۹ تا ۱۹۷۷ به عنوان رئیس NASDA خدمت کرد.
در اول اکتبر ۲۰۰۳، NASDA با مؤسسه علوم فضایی و فضانوردی ژاپن (ISAS) و آزمایشگاه ملی هوافضای ژاپن (NAL) در یک مؤسسهٔ اداری مستقل ادغام شد که همان آژانس کاوش‌های هوافضای ژاپن (JAXA) کنونی است.
بودجهٔ مأموریت اس‌تی‌اس-۴۷ (SL-J) را ژاپن از طریق آژانس ملی توسعهٔ فضایی ژاپن NASDA تأمین کرد. این مأموریت مشترک ژاپنی-آمریکایی در سال ۱۹۹۲ با استفاده از شاتل فضایی یک فضانورد NASDA را به مدار زمین راه‌اندازی کرد.
کار بر روی آزمایشگاه فضایی کیبو در ایستگاه فضایی بین‌المللی و همچنین پروژهٔ هوپ-ایکس را این آژانس آغاز کرد و ادامهٔ آن را JAXA عهده‌دار است.